# 텔치

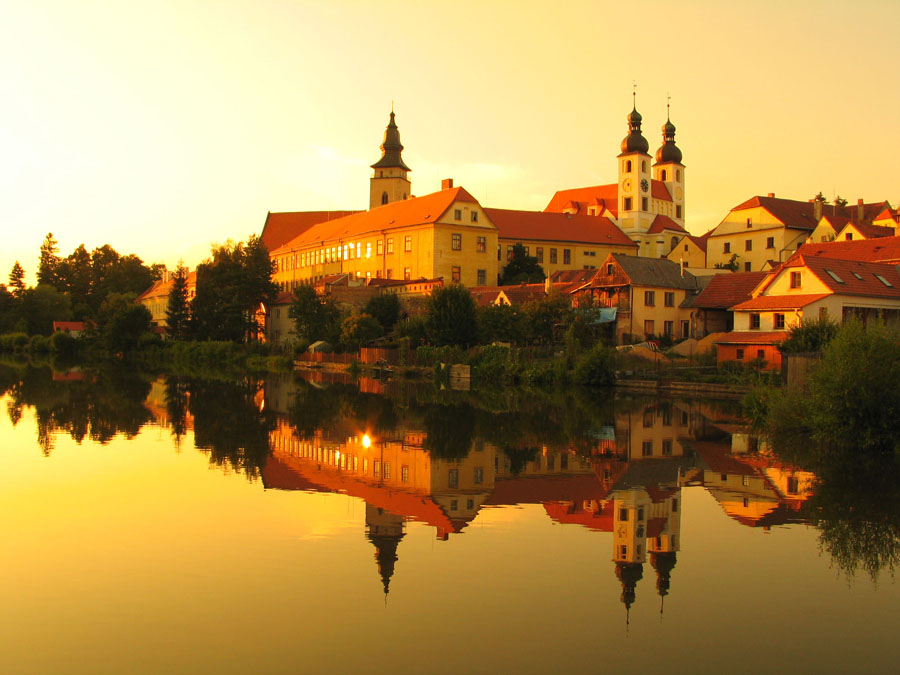
텔치

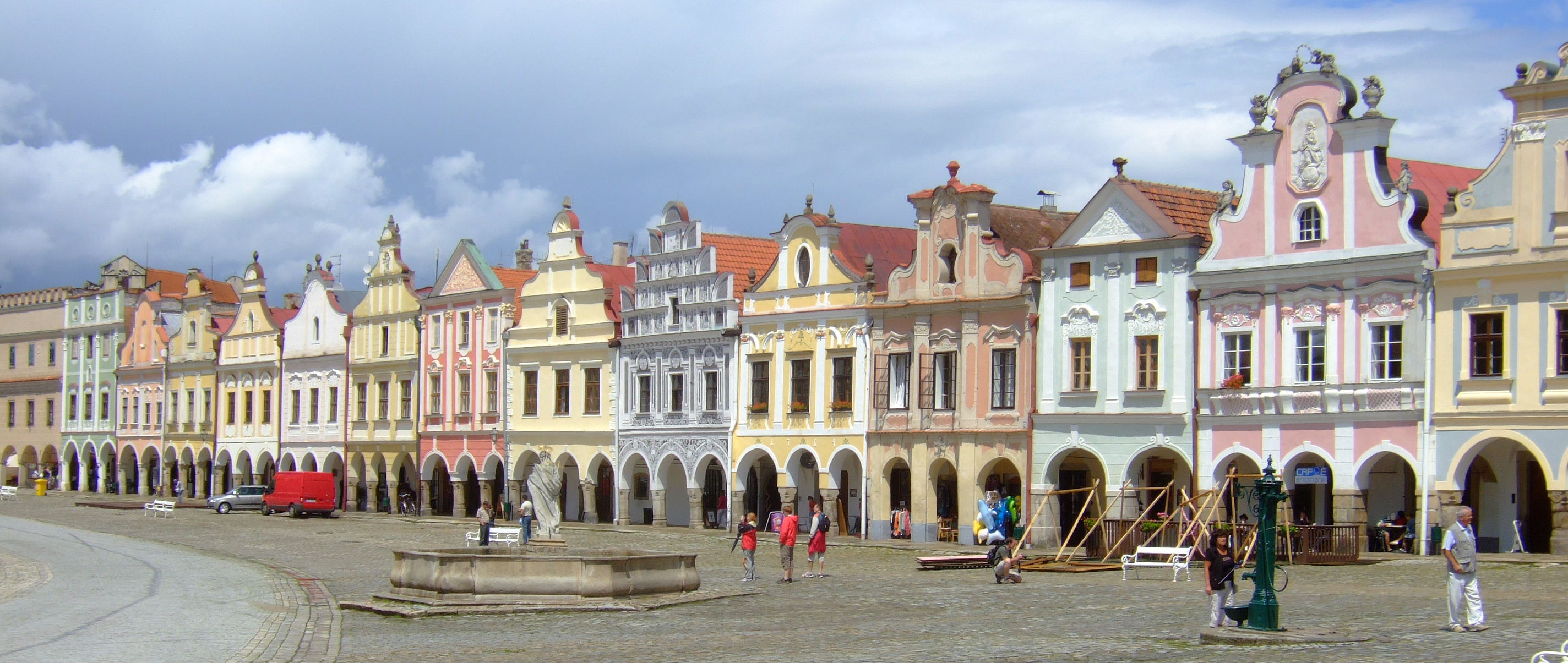
텔치 광장과 16세기에 건설된 건물들

텔츠(체코어: Telč, 독일어: Teltsch)는 체코 모라바 남부 지방에 위치한 비소치나 주의 마을로, 면적은 62.22km2, 높이는 437m, 인구는 35,859명(2007년 기준), 인구 밀도는 576명/km2이다.
성곽과 대규모 광장, 보존 상태가 양호한 르네상스 건축 양식의 주택이 남아 있으며 1992년 유네스코가 지정한 세계유산으로 선정되었다. 흐라데츠의 자하리아시가 성곽을 건설했고 광장 이름도 그의 이름을 따서 붙여진 이름이다.
14세기 중반 고대 로마 건축 양식의 성령탑, 고딕 건축 양식의 성곽과 성모 승천 교회가 건설되었으며 1945년 이전까지는 인근에 있는 이흘라바와 마찬가지로 독일어를 구사하는 인구가 많았다.

시기

## 인구
| 연도           | 인구  | ±%     |
| -------------- | ----- | ------ |
| 1869           | 4,733 | —      |
| 1880           | 5,272 | +11.4% |
| 1890           | 5,079 | −3.7%  |
| 1900           | 4,785 | −5.8%  |
| 1910           | 4,647 | −2.9%  |
| 1921           | 4,533 | −2.5%  |
| 1930           | 4,420 | −2.5%  |
| 1950           | 4,288 | −3.0%  |
| 1961           | 5,146 | +20.0% |
| 1970           | 5,367 | +4.3%  |
| 1980           | 5,875 | +9.5%  |
| 1991           | 6,049 | +3.0%  |
| 2001           | 6,053 | +0.1%  |
| 2011           | 5,540 | −8.5%  |
| 2021           | 5,151 | −7.0%  |
| 출처: Censuses |       |        |

## 자매 도시
- 스위스 Belp
- 프랑스 Figeac
- 독일 로텐부르크오프데어타우버
- 슬로바키아 샬랴
- 오스트리아 Waidhofen an der Thaya
- 미국 Wilber